# Totara (fleuve du district de Buller)

Le fleuve Totara  (en anglais : Totara River ) est un cours d’eau du nord  la région de la  West Coast de l’Île du Sud de la Nouvelle-Zélande.

## Géographie
Il prend naissance près du ‘Mont Kelvin’ dans la chaîne de Paparoa et s’écoule vers le nord-ouest pour atteindre la Mer de Tasman à 10 kilomètres au sud de Cap Foulwind .
La petite rivière  Little Totara rejoint la rivière Totara juste avant qu’elle atteigne la mer.